# Friedrich Kasimir von Löwenwolde
Friedrich Kasimir Baron von Löwenwolde, seit 1726 Graf (russisch Фридрих Казимир Левенвольде; * ca. 1692; † 5. März 1769 in Wien) war ein russischer Diplomat und kaiserlicher General der Kavallerie.

## Leben

### Herkunft und Familie
Friedrich Kasimir entstammte dem deutsch-baltischen Adelsgeschlecht Löwenwolde. Seine Eltern waren der Generalbevollmächtigter Peters I. in Livland und Estland Gerhard Johann von Löwenwolde († 1723)
und Magdalena Elisabeth, geb. von Löwen. Er blieb unvermählt.

### Werdegang
Löwenwolde war 1730 russischer Kammerherr und von Dezember 1730 bis November 1733 bevollmächtigter Minister in Warschau sowie von 1731 bis 1733 beim Reichstag in Grodno.
Seit 1735 stand er in kaiserlichen Diensten und war 1735 Generalmajor, 1741 Feldmarschall und 1754 General der Kavallerie. Bereits 1746 war er Geheimrat und Mitglied des Hofkriegsrats, zuletzt Präsident des Judicium delegatum militare mixtum in Temeswar.
Baron Löwenwolde wurde 1726 in den russischen Grafenstand und 1730 in den römischen Reichsgrafenstand erhoben.